# Paul Koebe
Paul Koebe, född 15 februari 1882 i Luckenwalde, död 6 augusti 1945 i Leipzig, var en tysk matematiker.
Koebe blev professor i Leipzig 1910. Han är mest känd genom en fullständig lösning av det så kallade uniformiseringsproblemet (problemet att konformt avbilda en Riemannsk yta på ett plan eller del därav).